# Paul Gervais (pittore)
Jean-Louis-Paul Gervais (Tolosa, 7 settembre 1859 – Tolosa, 11 marzo 1944) è stato un pittore francese.

## Biografia
Paul Gervais studiò alla scuola di belle arti di Tolosa, e poi a quella parigina nel 1879, dove fu uno studente di Jean-Léon Gérôme e di Gabriel Ferrier. Fu un membro del Salone degli artisti francesi e nel corso degli anni ottenne vari premi.
Per perfezionare le proprie conoscenze, visitò la Spagna nel 1891 passando per Siviglia, Granada, San Sebastián, Saragozza, Madrid, Barcellona e Bilbao, dove visitò i musei e osservò le opere dei pittori Murillo, Goya, il Greco, Rubens, Antonio Gisbert, Tiziano, Velázquez, Pieter Bruegel il Vecchio e Juan de Valdés Leal, tra gli altri. I suoi soggiorni più importanti all'estero furono soprattutto quelli a Siviglia e a Granada dal febbraio all'agosto del 1892 e quello a Roma dal settembre al dicembre del 1892.
Essendo molto noto all'epoca come pittore di storia, di soggetti allegorici e di scene di genere, ricevette numerose commissioni per delle composizioni murali pubbliche o private: il ministero delle colonie a Parigi, il casinò di Monte Carlo, il casinò municipale di Nizza, il Campidoglio di Tolosa. Era il figlio della nipote del politico Jules Pams, e venne introdotto da quest'ultimo nella famiglia Bardou, per la quale realizzò soprattutto la decorazione dell'hôtel Pams a Perpignano, nonché dei manifesti per le cartine di sigarette della JOB.

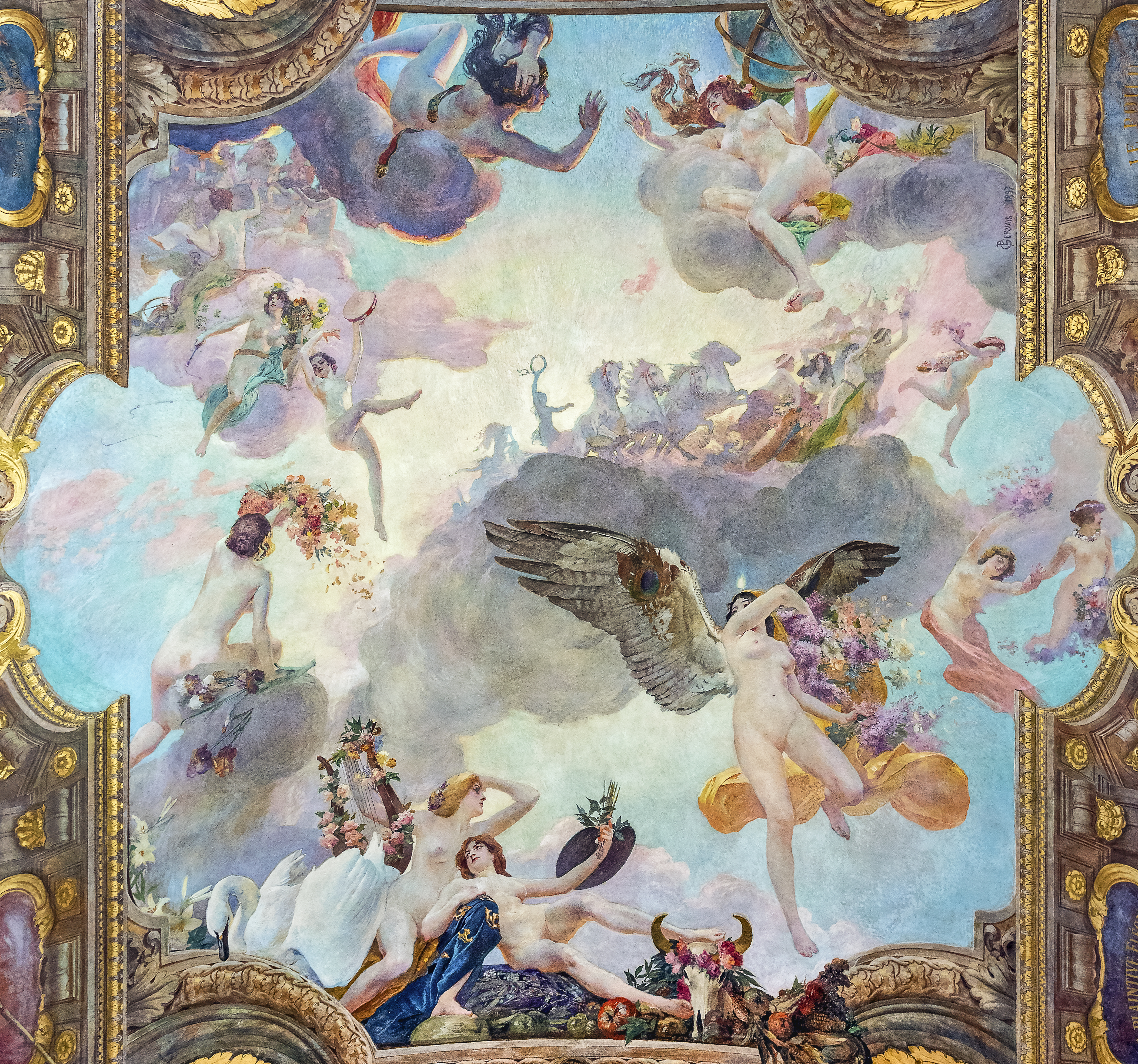
Apollo e le arti, 1897

Paul Gervais inviò due grandi tele all'esposizione universale del 1900: Il giudizio di Paride, esposto al Salone del 1891 e che aveva suscitato "un certo clamore", e La follia di Titania, un'opera esposta al Salone del 1897. In questa occasione ricevette una medaglia d'argento per il Giudizio di Paride, che in seguito divenne di proprietà di Jules Pams. A Tolosa gli furono commissionati molti dipinti destinati a ornare alcune sale del Campidoglio. Inaugurata nell'agosto del 1898, la sala degli uomini illustri ospita in particolare i quadri Apollo e le arti (1897), Dura lex, sed lex (1905) e La fontana della giovinezza (fissata con il maruflaggio nel 1908), commissionati a Gervais nel 1892. Per la sala dei matrimoni, realizzò quattro tele sul tema dell'amore "come fonte di vita", un insieme realizzato a partire dal 1911 e fissato con il maruflaggio nel 1916.
Grazie soprattutto all'appoggio di Gaston Doumergue, egli ottenne molte altre commissioni pubbliche: per il palazzo di giustizia besanzoniano (1902), il ministero delle colonie (1910, 1914, 1917), la scuola superiore di marina (1924) e il palazzo dell'Eliseo.
Nel 1904, divenne un professore alla scuola di belle arti di Parigi dopo la morte di Jean-Léon Gérôme, poi insegnò all'accademia Julian a Parigi dal 1907 al 1912, così come all'accademia Vitti: qui ebbe come allievo il britannico Charles Ginner nel 1904. Nel 1908 venne promosso a ufficiale della Legione d'onore.
Paul Gervais era il padre dello scrittore, pittore e medico Albert Gervais (nato nel 1892). Aveva uno studio al numero civico 26 della rue Victor-Massé a Parigi. Dopo essere ritornato nella sua città natale, vi morì nel 1944.

## Opere nelle collezioni pubbliche

### Francia

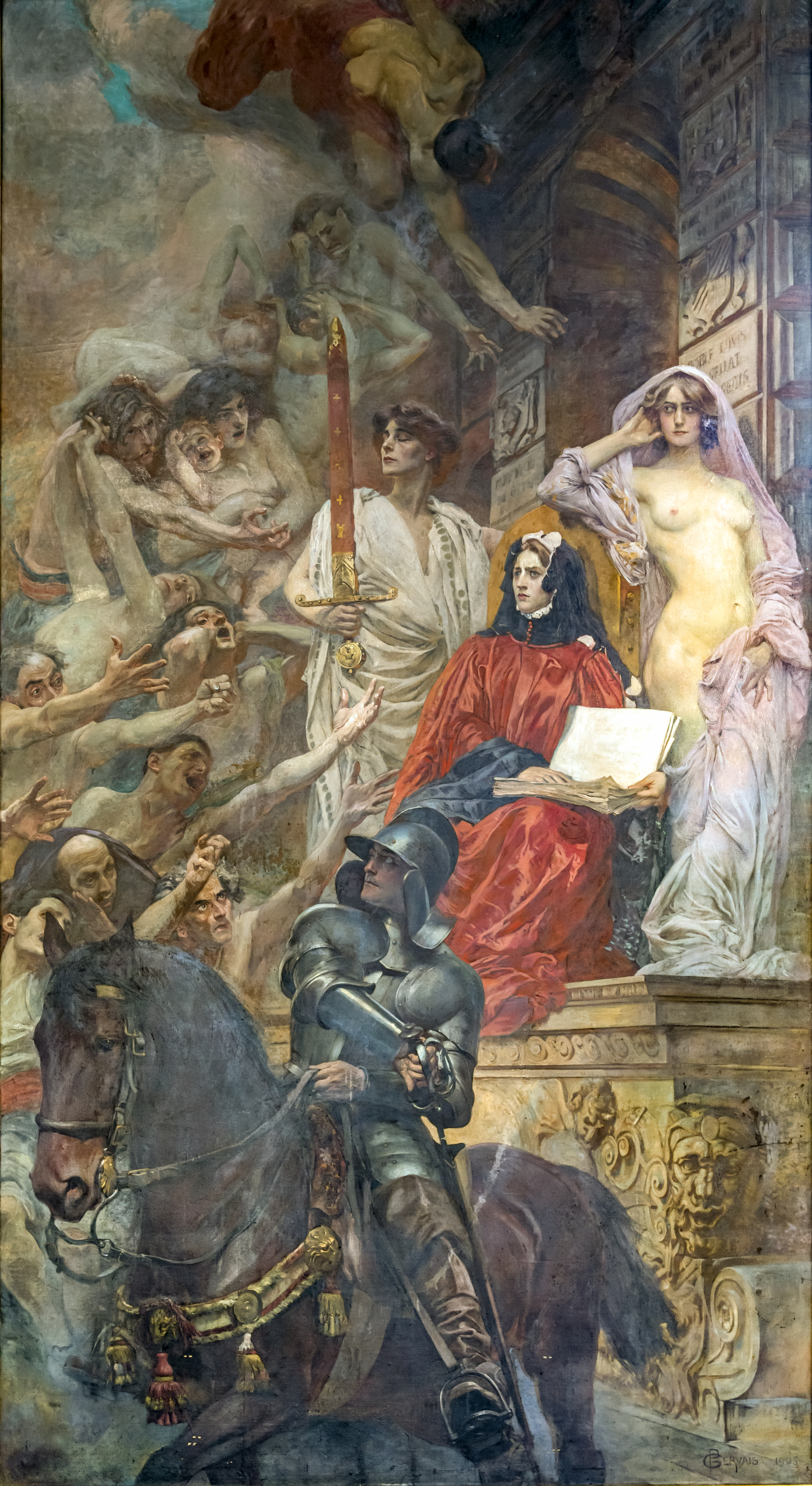
Dura lex, sed lex, 1905

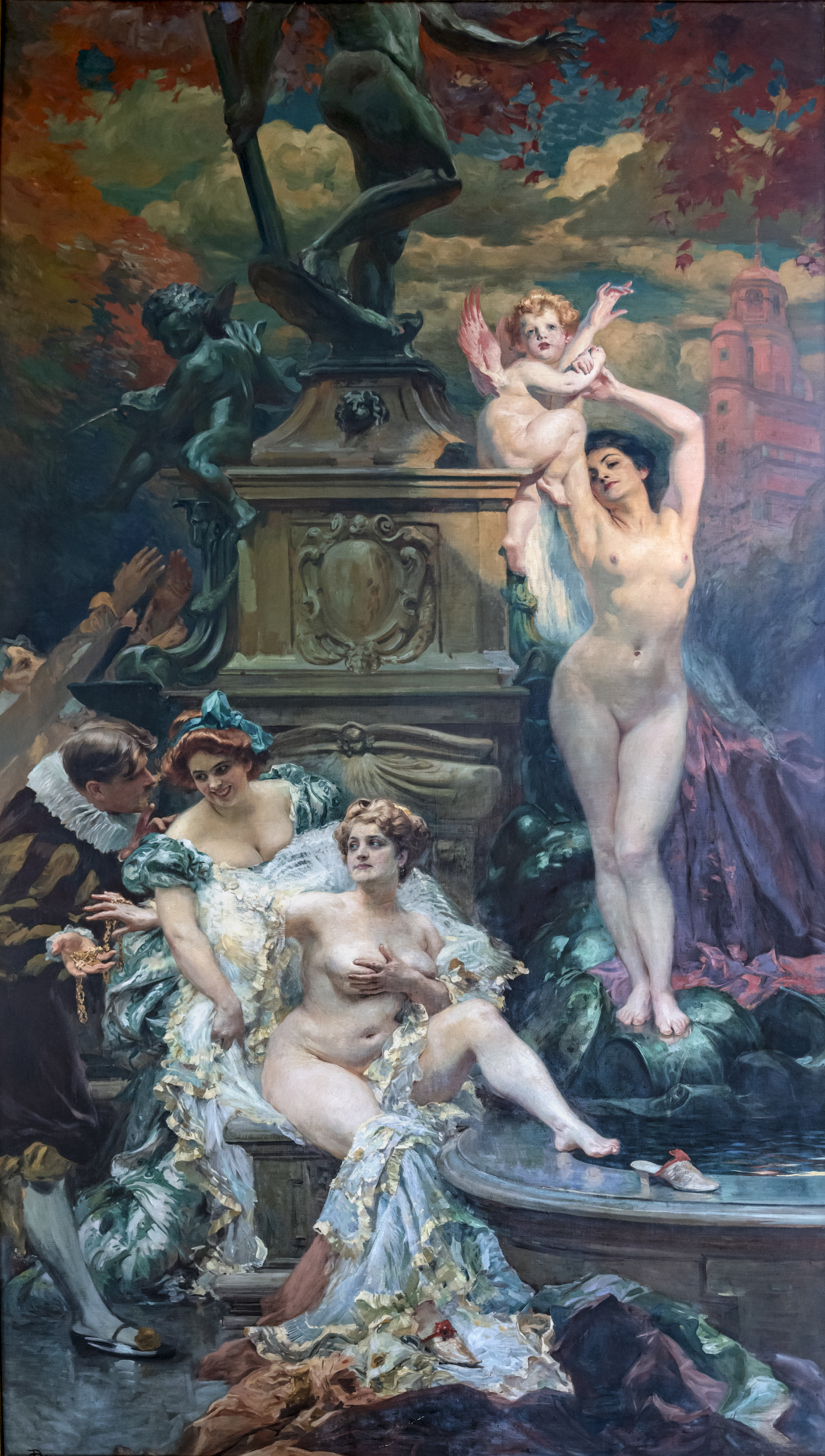
La fontana della giovinezza, 1908

- Besançon, palazzo di giustizia: soffitto della sala delle udienze solenni.
- Biarritz, hôtel de Paris, salone imperiale: decorazioni.
- Marsiglia, museo di belle arti: Les Saintes-Maries, 1891.
- Nizza:
  - hôtel Negresco, rotonda: Une fête à Venise, 1912, fresque.
  - casinò municipale di Nizza: decorazione per il soffitto.
- Nîmes, musée des beaux-arts : La Pergola, 1923.
- Parigi:
  - Petit Palais: schizzi per il municipio di Saint-Ouen.
  - palazzo dell'Eliseo: La Terrasse Fleurie (acquistato dallo stato francese il 18 luglio 1924).
- Perpignano:
  - hôtel Pams, grande scalinata: L'Arrivée triomphale de Vénus.
  - museo Hyacinthe Rigaud: Il giudizio di Paride, 1893 (in deposito all'hôtel Pams); Ritratto di Jeanne Bardou, coniugata Pams, nel suo castello di Valmy (in deposito all'hôtel Pams);[8] Femme coiffée à l'Antique, 1907.
- Saint-Ouen-sur-Seine, municipio, sala del consiglio municipale: decorazioni e dipinti montati. Paul Gervais raffigurò il villaggio, le sue attività industriali e il suo ippodromo in uno stile realista, con delle scene animate e colorate della vita audoniana alla fine del diciannovesimo secolo. I dipinti furono restaurati e divennero dei monumenti storici nel 1993.
- Tolosa:
  - Campidoglio:
    - sala Gervais (già nota come "sala dei matrimoni"):
      - Amour source heureuse de vie, ciclo di quattro tele, 1911-1916: Amour source de vie, Cythère, Amour source de vie, vingt ans, Amour source de vie, quarante ans, et Amour source de vie, soixante ans;
      - soffitto della sala Gervais, ciclo di cinque tele: La Fidélité, Innocence, Eros, La Pureté, La Grâce.

    - sala degli uomini illustri:
      - Apollo e le arti (soffitto), 1897;
      - Dura lex, sed lex o La legge, la giustizia e la verità, 1905;
      - La fontana della giovinezza, 1908. Il disegno preparatorio del nudo in piedi a sinistra, è presso una Collezione privata milanese.

  - musée des Augustins: Coenus Flumen, 1889; La follia di Titania, 1897; L'Abondance, 1927 circa.

### Monaco
- Comune di Monaco: 
  - casinò di Monte Carlo: Le Grazie fiorentine, 1903;
  - hôtel de Paris: Le Jardin des Hespérides, 1909.